# Pečice
Pečice (německy Groß Petschitz) jsou obec v okrese Příbram ve Středočeském kraji, asi 12 km jihovýchodně od Příbrami. Žije zde 399 obyvatel.

## Historie
První písemná zmínka o obci pochází z roku 1336.

## Obecní správa

### Části obce
- Drsník (k. ú. Drsník)
- Pečice (k. ú. Pečice)
- Pečičky (k. ú. Pečičky)

Součástí obce jsou také základní sídelní jednotky Hvižďour a Luh. K obci patří také samoty Na Kopci a U Štáfů.
Sousedními obcemi sídla jsou Milín, Smolotely, Cetyně, Zbenice, Vrančice a Radětice.
Od 1. ledna 1980 do 23. listopadu 1990 k obci patřila i Cetyně.

### Územněsprávní začlenění
Dějiny územněsprávního začleňování zahrnují období od roku 1850 do současnosti. V chronologickém přehledu je uvedena územně administrativní příslušnost obce v roce, kdy ke změně došlo:
- 1850 země česká, kraj Praha, politický i soudní okres Příbram[5]
- 1855 země česká, kraj Praha, soudní okres Příbram
- 1868 země česká, politický i soudní okres Příbram
- 1939 země česká, Oberlandrat Tábor, politický i soudní okres Příbram[6]
- 1942 země česká, Oberlandrat Praha, politický i soudní okres Příbram[7]
- 1945 země česká, správní i soudní okres Příbram[8]
- 1949 Pražský kraj, okres Příbram[9]
- 1960 Středočeský kraj, okres Příbram
- 2003 Středočeský kraj, okres Příbram, obec s rozšířenou působností Příbram

## Společnost

### Rok 1932
V obci Pečice (338 obyvatel, poštovní úřad, katol. kostel) byly v roce 1932 evidovány tyto živnosti a obchody: cihelna, drůbežárna, družstvo pro rozvod elektrické energie pro Pečice, 3 hostince, 2 koláři, kovář, 2 krejčí, 3 obuvníci, pekař, 2 řezníci, obchod se smíšeným zbožím, Spořitelní a záložní spolek pro Pečice, švadlena, trafika, truhlář.
V obci Pečičky (přísl. Luh, 226 obyvatel, samostatná obec se později stala součástí Pečice) byly v roce 1932 evidovány tyto živnosti a obchody: družstvo pro rozvod elektrické energie pro Pečičky, 2 hostince, kapelník, kolář, kovář, 3 mlýny, obchod se smíšeným zbožím, Spořitelní a záložní spolek pro Pečičky, trafika, truhlář.

## Pamětihodnosti
- Rokokový zámeček
- Kostel svatého Vavřince se nalézá na návsi.
- Před kostelem se nachází drobný kříž na vysokém kamenném podstavci. V kulatém štítku je tento nápis: Pochválen buď Pán Ježíš KRISTUS. Datace na podstavci je nezřetelná.
- Proti kostelu svatého Vavřince je umístěný kamenný pomník padlým v první světové válce.
- U komunikace z obce, ve směru na Cetyni, se nachází kamenná boží muka. Podstavec je zdobený motivem kříže a srdce.
- Mezi Pečicemi a Milínem jedna z největších rozvoden elektrického proudu v Česku

## Doprava

### Dopravní síť
Do obce vedou silnice III. třídy. Železniční trať ani stanice či zastávka na území obce nejsou.
V minulosti okolo obce procházela vlečka ke stavbě Orlické přehrady, která byla uvedena do provozu v roce 1958. Po dokončení stavby hráze vlečka ještě nějakou dobu sloužila armádním účelům.

### Autobusová doprava 2024
Autobusovou dopravu v obci Pečice zajišťuje společnost Arriva Střední Čechy. Obec je součástí Pražské integrované dopravy (PID). V obci se nachází zastávka Pečice. Další zastávky spadající pod Pečice jsou Pečice,Drsník, Pečice,Pečičky, Pečice,Pečičky,Luh a Pečice,Pečičky,u Štáfů. Obcí prochází autobusová linka 480 a Drsníkem linka 500. Linka 480 propojuje Příbram s Lešeticemi, Milínem, Pečicemi, Cetyní, Bohosticemi, Solenicemi, Milešovem, Klučenicemi, Kovářovem a Milevskem. Linka 500 propojuje Příbram s Milínem, Kamýkem nad Vltavou, Krásnou Horou nad Vltavou a Petrovicemi, přičemž obsluhuje i další obce a vesnice na své trase.

## Turistika
Obcí vede turistická trasa  U Buku - Radětice - Pečice - Holušice - Orlík nad Vltavou.

## Galerie

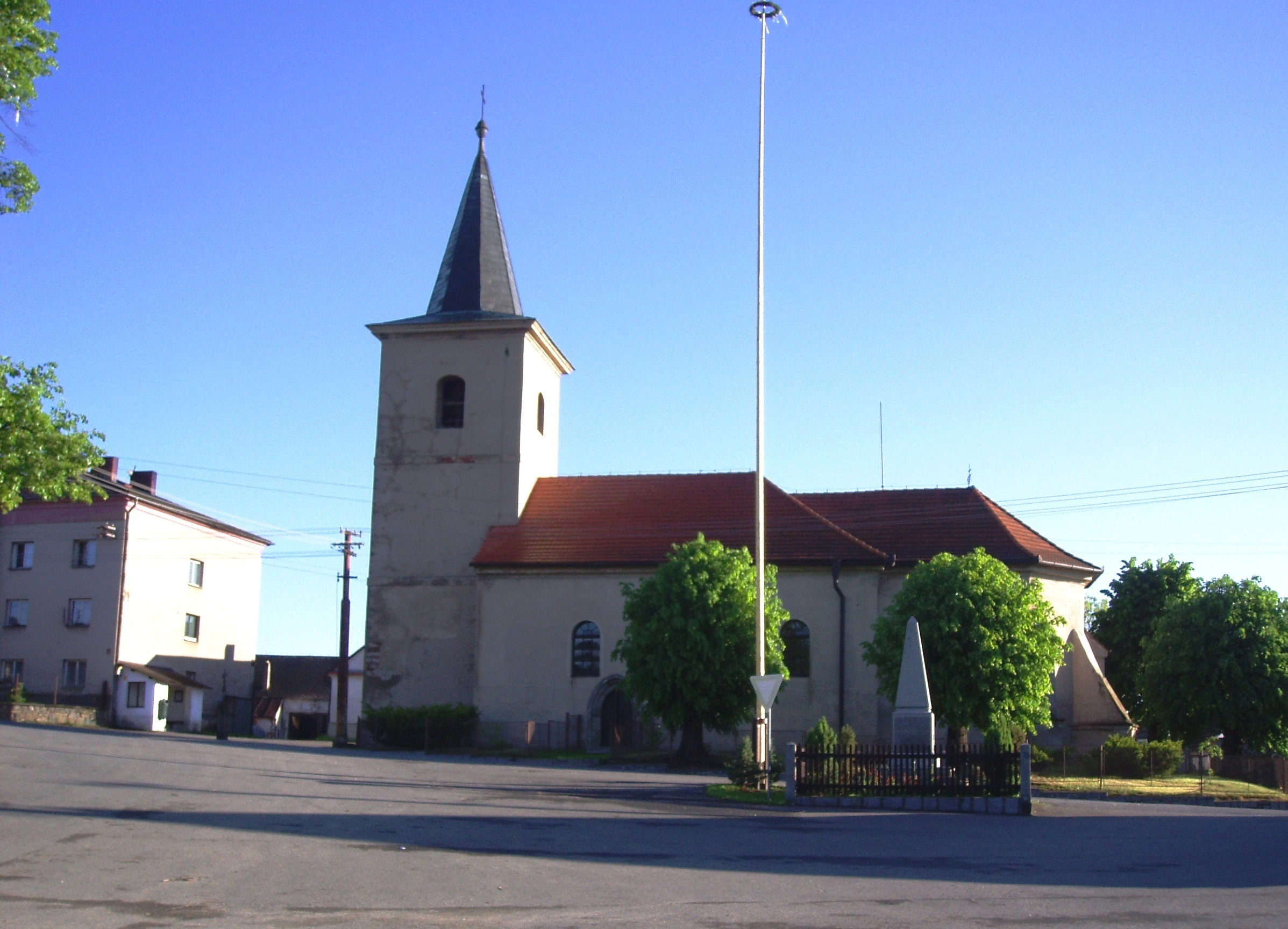
Pečice - kostel
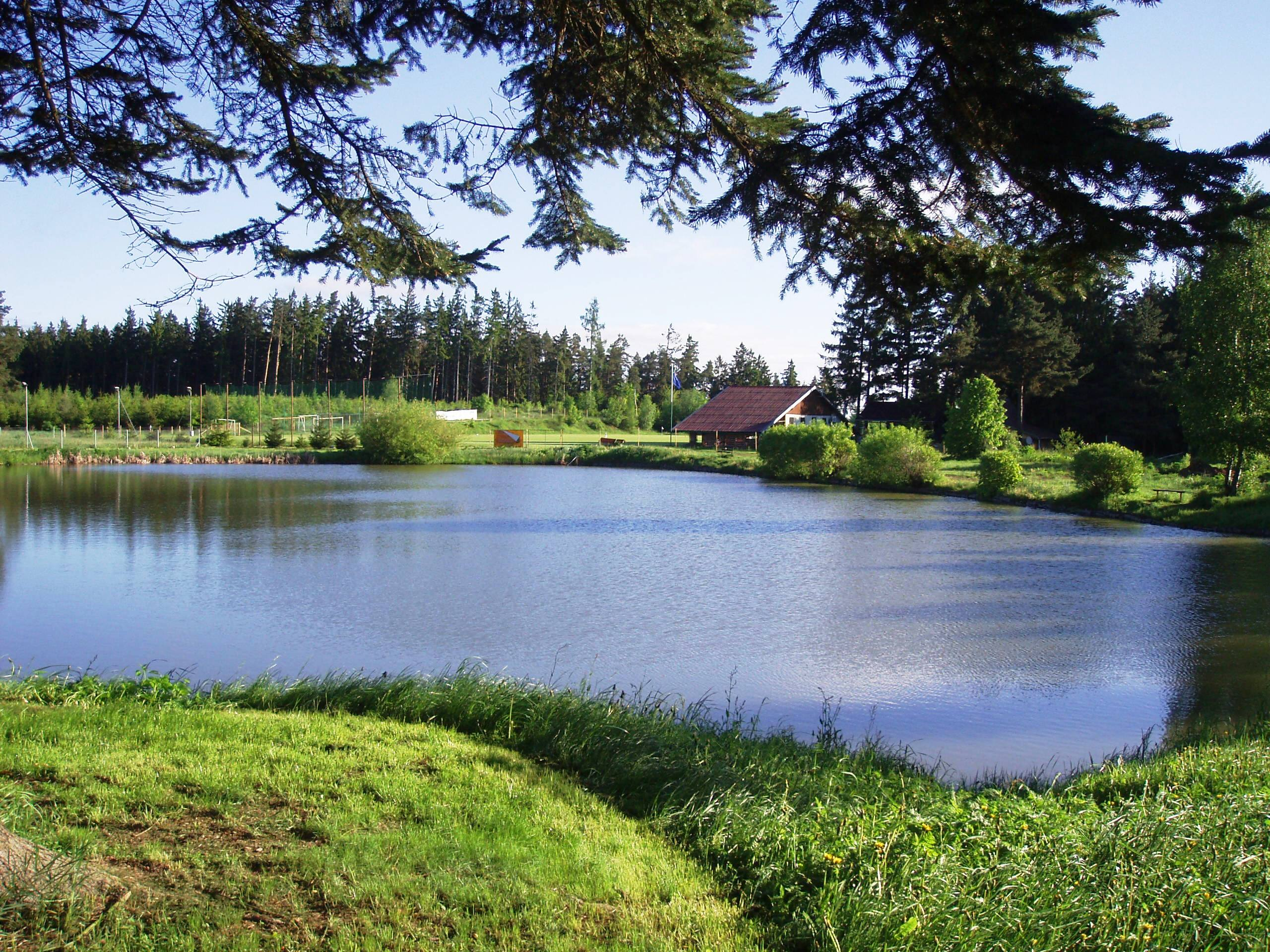
Hvižďour - rybník a stadion
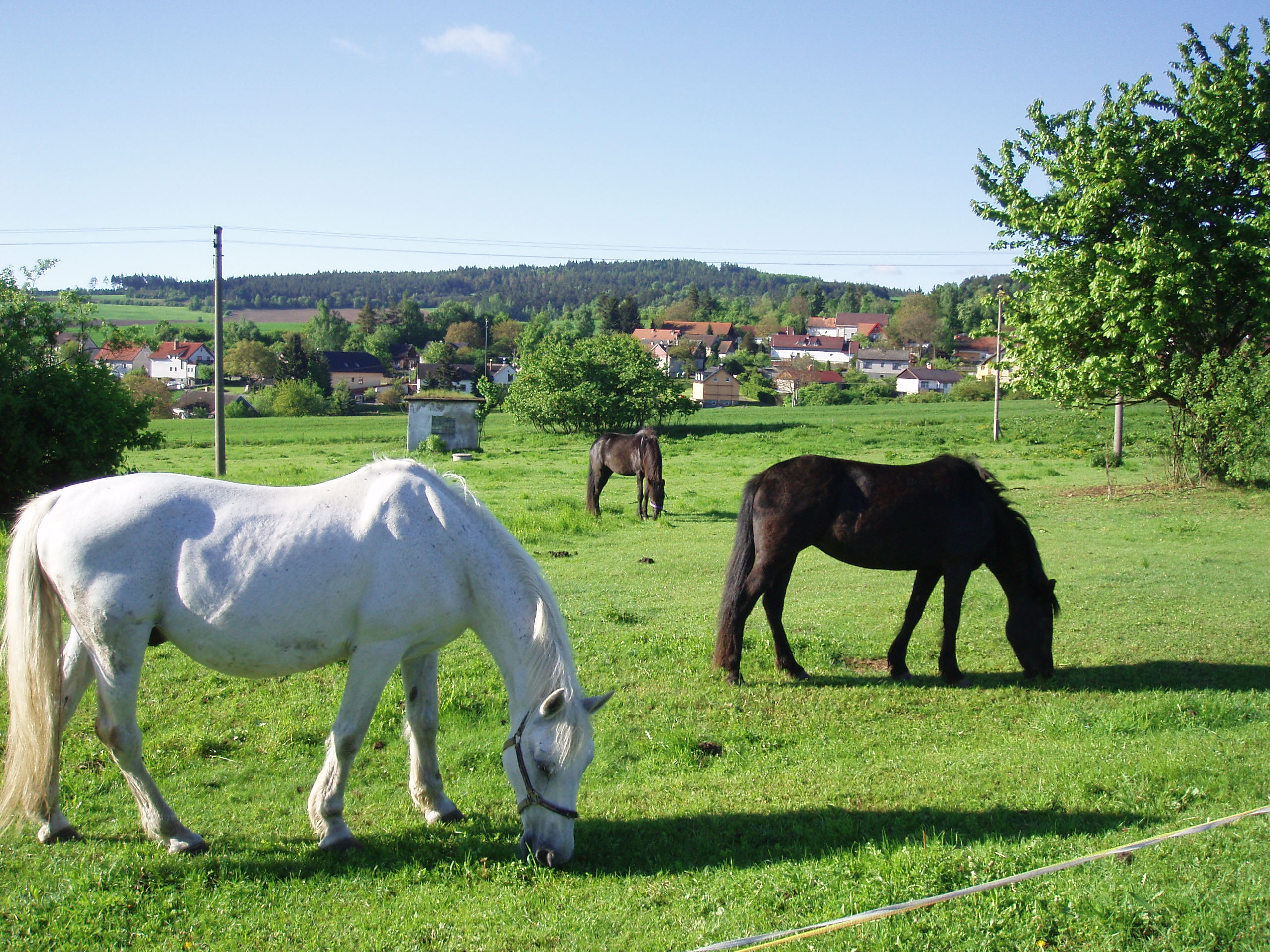
Pečice - celkový pohled
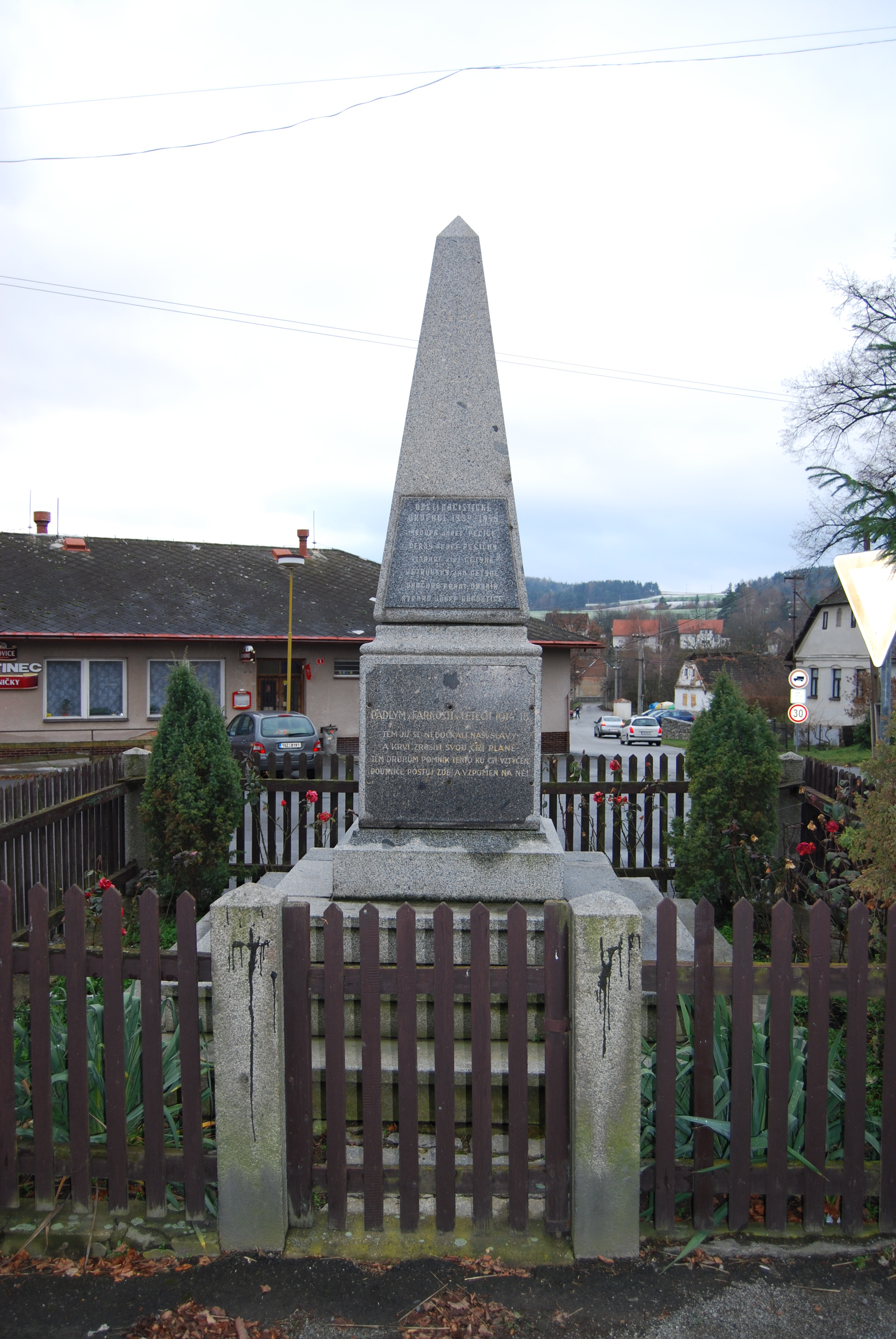
Pomník padlým
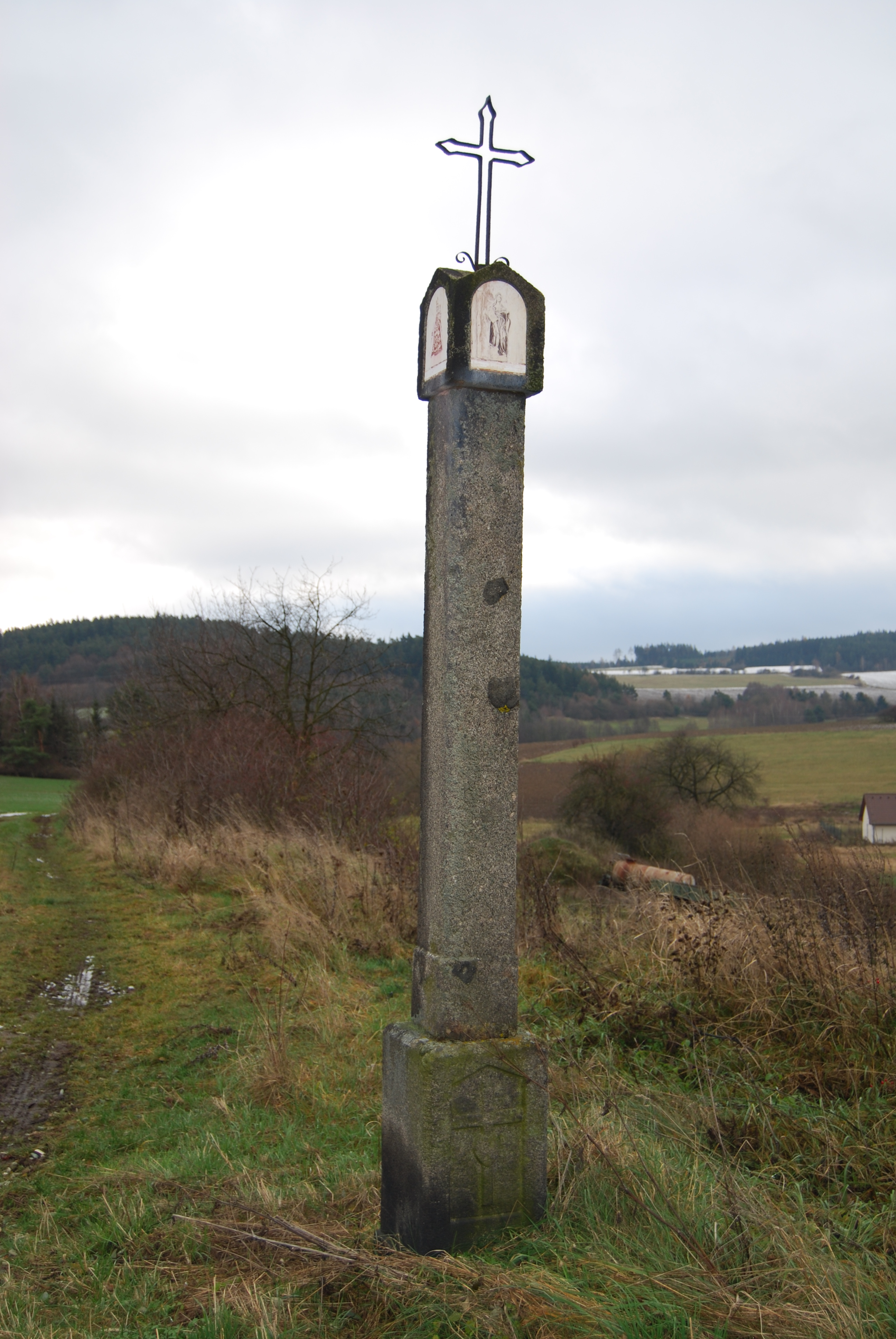
Boží muka